# Atar (Département)
Das Département Atar (arabisch أطار, DMG Aṭār) ist ein Département (Moughataa) in der Verwaltungsregion Adrar in Mauretanien. Hauptstadt des Départements ist Atar.

## Geographie
Das Département liegt im nördlichen Zentrum des Landes und am westlichen Rand der Sahara. Es hat eine Fläche von 21.678 km² und nimmt den Nordwesten der Verwaltungsregion Adrar ein. Benachbarte Départements sind im Uhrzeigersinn, im Anschluss an Westsahara, F’Dérik im Norden, Ouadane und Chinguetti im Osten, Aoujeft im Süden sowie im Westen Akjoujt und Chami.
Das Département ist landschaftlich eine leicht gewellte Ebene, die im Südosten von der Schichtstufe des Adrar-Plateaus (Atar-Gruppe und Atar-Cliffs-Gruppe) begrenzt wird. Im Westen erhebt sich schichtpultartig eine kleinere Hügelkette, die aus der Foum-Chor-Formation aufgebaut wird. Die tiefsandigen Böden sind von einzelnen Akazien bestanden, die Dornenbüsche werden von Schafen und Ziegen abgeweidet. Dichter bewachsen ist ein sandiges Wadi (Oued Seguelil) im Norden der Stadt, das sich während der sommerlichen Regenzeit mit Wasser füllt. Ein großer Teil der mauretanischen Dattelernte kommt aus der Umgebung.

## Bevölkerung
Die Region ist das kulturelle Kernland der arabisch-berberischen Bidhan-Volksgruppe. Die Bevölkerungszahl des Départements hat in den Jahren 2000 bis 2023 von 38.962 auf 47.364 Einwohner zugenommen. Es besteht aus den Gemeinden
- Aïn Ehel Taya, mit Oasensiedlung und Ruinenstadt Azougui
- Atar
- Choum
- Tawaz

## Verkehr
Atar ist das Verkehrszentrum für zwei im Mittelalter bedeutende Oasenstädte, die heute wirtschaftlich kaum noch eine Rolle spielen: 124 Kilometer östlich entlang einer asphaltierten Straße liegt das als touristisches Ausflugsziel bekannte Chinguetti auf dem Plateau der Atar-Cliffs Gruppe. Ouadane ist in derselben Richtung 190 Kilometer entfernt. Nach Norden führt eine nur teilweise asphaltierte Straße nach wenigen Kilometern an einer Siedlung mit Flechthütten (Tikkits) vorbei zur kleinen Wüstenstadt Choum an der Bahnlinie Nouadhibou – Zouerat und weiter bis zum Eisenerzabbaugebiet bei Zouérat. Die schnellste, 450 Kilometer lange Straßenverbindung besteht in südwestlicher Richtung über Akjoujt in die Landeshauptstadt Nouakchott. 15 Kilometer nordwestlich liegt die Oase Azougui mit Ruinen aus almoravidischer Zeit.
Der Flughafen Atar am östlichen Stadtrand wurde 2001 zu internationalem Standard ausgebaut. Mehrere Busgesellschaften fahren nach Nouakchott; die Orte der Adrarregion sind mit meist nur einem Sammeltaxi täglich erreichbar.

## Klimatabelle
|                       | Jan  | Feb  | Mär  | Apr  | Mai  | Jun  | Jul  | Aug  | Sep  | Okt  | Nov  | Dez  |   |      |
| Mittl. Tagesmax. (°C) | 27,4 | 29,5 | 33,6 | 36,2 | 38,5 | 41,9 | 41,7 | 40,8 | 39,9 | 36,9 | 32,5 | 27,9 | ⌀ | 35,6 |
| Mittl. Tagesmin. (°C) | 12,3 | 13,6 | 16,6 | 19,8 | 22,7 | 26,7 | 27,3 | 26,9 | 26,5 | 23,4 | 17,9 | 13,6 | ⌀ | 20,6 |
|                       |      |      |      |      |      |      |      |      |      |      |      |      |   |      |
| Niederschlag (mm)     | 2    | 1    | 1    | 0    | 2    | 7    | 8    | 32   | 37   | 11   | 8    | 5    | Σ | 114  |
|                       |      |      |      |      |      |      |      |      |      |      |      |      |   |      |
| Sonnenstunden (h/d)   | 8,1  | 9,3  | 10,0 | 10,9 | 10,4 | 10,2 | 9,6  | 9,5  | 8,4  | 8,3  | 8,5  | 8,2  | ⌀ | 9,3  |
|                       |      |      |      |      |      |      |      |      |      |      |      |      |   |      |
| Regentage (d)         | 0    | 0    | 0    | 0    | 0    | 0    | 1    | 3    | 2    | 0    | 0    | 0    | Σ | 6    |
|                       |      |      |      |      |      |      |      |      |      |      |      |      |   |      |
| Luftfeuchtigkeit (%)  | 31   | 29   | 28   | 25   | 23   | 23   | 30   | 33   | 31   | 25   | 28   | 30   | ⌀ | 28   |

| 12,3 |

| 13,6 |

| 16,6 |

| 19,8 |

| 22,7 |

| 26,7 |

| 27,3 |

| 26,9 |

| 26,5 |

| 23,4 |

| 17,9 |

| 13,6 |

| 12,3 |

| 13,6 |

| 16,6 |

| 19,8 |

| 22,7 |

| 26,7 |

| 27,3 |

| 26,9 |

| 26,5 |

| 23,4 |

| 17,9 |

| 13,6 |